# Serrat de Cabanerto
El Serrat de Cabanerto és una serra situada entre els municipis de Llavorsí i de Rialp a la comarca del Pallars Sobirà, amb una elevació màxima de 1.450 metres.